# Rhysium bivulneratum
Rhysium bivulneratum là một loài bọ cánh cứng trong họ Cerambycidae.